# Павлоградська загальноосвітня школа № 9
Павлогра́дський ліцей № 9 — навчальний заклад І-III ступенів акредитації у місті Павлоград Дніпропетровської області.

## Загальні дані
Павлоградський ліцей № 9 розташована за адресою: вул. Озерна, 87, місто Павлоград (Дніпропетровська область)—51400, Україна.

## Історія
Ліцей № 9 м. Павлограда — ліцей сучасного типу. Його успішний розвиток забезпечують впровадження нових форм організації навчально-виховного процесу, нові вимоги до професійних якостей педагогів, постійний зріст їх професійної майстерності. Тільки талановитий вчитель може зрозуміти особливу індивідуальність свого учня, вибрати для нього шлях розвитку та удосконалення.
У ліцею № 9 працюють 72 вчителі, 1 вихователь ГПД, 1 логопед, 1 практичний психолог, 1 соціальний педагог, 1 педагог-організатор, 2 бібліотекарі, 1 керівник  ляльково-драматичного театру.
Серед педпрацівників:
19 — вчителів — методистів,
7 — старших вчителів,
17 — відмінників освіти України.
36 — мають вищу кваліфікаційну категорію.

## Сучасність
Упродовж останніх 5 років ліцей посідає І та ІІ місця в міських та обласних олімпіадах (серед них переможців Всеукраїнських олімпіад — 2, обласних — 35, міських — 139, конкурсів МАН — 3). Учні школи — постійні призери міського, обласного та Всеукраїнського етапів Міжнародного конкурсу знавців української мови ім. Петра Яцика. За підсумками річного оцінювання, ДПА та ЗНО за 2009 рік 10 учнів нагороджено Золотими та Срібними медалями (4 — золотих, 6 — срібні).